# مقاطعة جاكسون (مسيسيبي)
مقاطعة جاكسون (بالإنجليزية: Jackson County, Mississippi)‏ هي إحدى مقاطعات ولاية مسيسيبي في الولايات المتحدة. ، بلغ عدد سكانها 139668 نسمة في عام 2010 حسب إحصاء مكتب تعداد الولايات المتحدة وتصل الكثافة السكانية فيها 70 نسمة/كم2.

## وصلات خارجية
- www.co.jackson.ms.us
- United States Counties